# Аменхотеп (жрець Амона)
Аменхотеп (д/н — 1087 до н. е.) — давньоєгипетський політичний діяч, верховний жрець Амона у Фівах у 1124—1087 роках до н. е.

## Життєпис
Походив з впливового жрецького роду з Фів. Син Рамсеснахта, верховного жерця Амова в Фівах, та Аджедет-Аат. Вже батько Аменхотепа набув значної влади, скориставшись розгардіяшем і початком занепаду XX династії. Аменхотеп здобув класичну освіту жерця.
Аменхотепа після короткочасного перебування на посаді Верховного жерця Амона свого брата Несуамона вступив на посаду у 2-й рік правління Рамсеса IX (відповідає близько 1124 року до н. е.). Він доволі швидко набув фактично повної самостійності у Фівах. Спроби фараона якось урізати права фіванського жрецтва не мали успіху. У своїх зображеннях Аменхотеп малював себе зростом рівним до фараона, підкреслюючи цим свій статус. Аменхотеп призначив на усі важливі посади своїх родичів, зокрема братів Мерібаста і Усімаренакта.
Могутній жрець розпоряджався на власний розсуд м'яким фараоном й отримував від нього усілякі почесті. На 10-му році свого царювання Рамсес IX (відповідає близько 1116 року до н. е.) покликав Аменхотепа на великий передній двір храму Амона, де у присутності його політичних прибічників і клевретів нагородив його низкою пишних, багато прикрашених посудин з золота і срібла, а також коштовним камінням. Передаючи багаті дари верховному жерцю, фараон вимовив схвальну промову такого роду, що, читаючи її, можуть виникнути сумніви, чи сказана вона володарем підданому, чи підданим своєму володарю. У той же час, він повідомив Аменхотепу, що деякі прибутки, що раніше належали фараону, будуть надходити до скарбниці Амона. І хоча слова царя й не зовсім зрозумілі, імовірно, всі прибутки, що первинно йшли до царської казни, а відтоді мали надходити до скарбниці бога, повинні були збирати безпосередньо храмові писарі, завдяки чому храм певною мірою ставав на місце держави.
Аменхотеп ще більше посилив свою владу за часи фараона Рамсеса X у 1108—1099 роках до н. е.. В цей період йому підкоряються номи навколо Фів, на думку низки дослідників — навіть більша частина Верхнього Єгипту. Зрештою це призвело до протистояння з наступним фараоном Рамсесом XI, який на 9-й рік свого правління (відповідає близько 1090 року до н. е.) кинув виклик владу Аменхотепа. Спочатку перевага була на боці останнього, але близько 1088 року до н. е. фараон закликав на допомогу царського сина Куша Панехсі.
Фіванці були на боці Аменхотепа й бились проти Панехсі. Медінет-Абу, як укріплений пункт опору верховного жерця, був узятий штурмом, а військові дії поширились до Середнього Єгипту, де було взято і зруйновано місто Хардаї. Населення поринуло до Фів, рятуючись від переможних солдат Панехсі, які у свою чергу почали грабувати гробниці та храми.
Верховний жрець Аменхотеп, очевидно, у тих битвах загинув, оскільки більше про нього згадок не було. Ймовірно він загинув близько 1087 року до н. е. Наступним Верховним жерцем Амона став переможець — Панехсі.